# Chronologie de la Suisse
Cette chronologie de l'Histoire de la Suisse nous donne les clés pour mieux comprendre l'histoire de la Suisse, l'histoire des peuples qui ont vécu ou vivent dans l'actuelle Suisse.

## Préhistoire
Les Néandertaliens ont laissé les plus anciennes traces humaines retrouvées en Suisse (dont un maxillaire supérieur a été déterré
dans la caverne de Cotencher).

## Moyen Âge

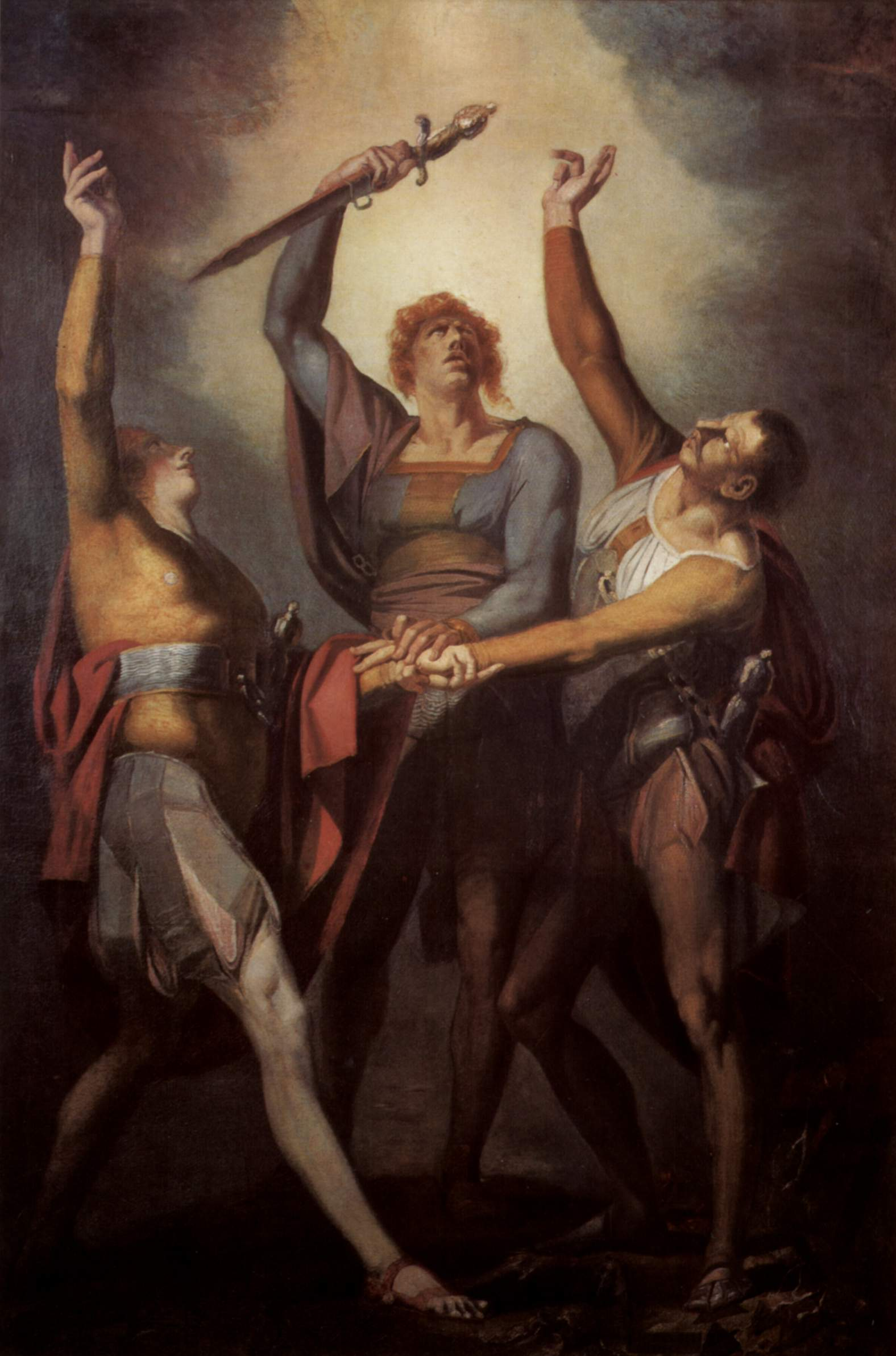
Le serment du Grütli (Johann Heinrich Füssli).

- Août 1291 : signature du Pacte fédéral par les hommes libres d'Uri, Schwytz et Nidwald[2],[3].
- 1307 : Serment du Grütli[3]
- 15 novembre 1315 : Bataille de Morgarten.
- 1332 : Lucerne entre dans la Confédération.
- 1351 : Zurich entre dans la Confédération[3].
- 1352 : Glaris et Zoug entrent dans la Confédération[3].
- 1353 : Berne entre dans la Confédération[3].
- 1386 : Bataille de Sempach, décès de Léopold III de Habsbourg stoppant les prétentions des Habsbourg au sud du Rhin[3].
- 1389 : reconnaissance de la Confédération des VIII cantons par les princes de Habsbourg.

## Renaissance

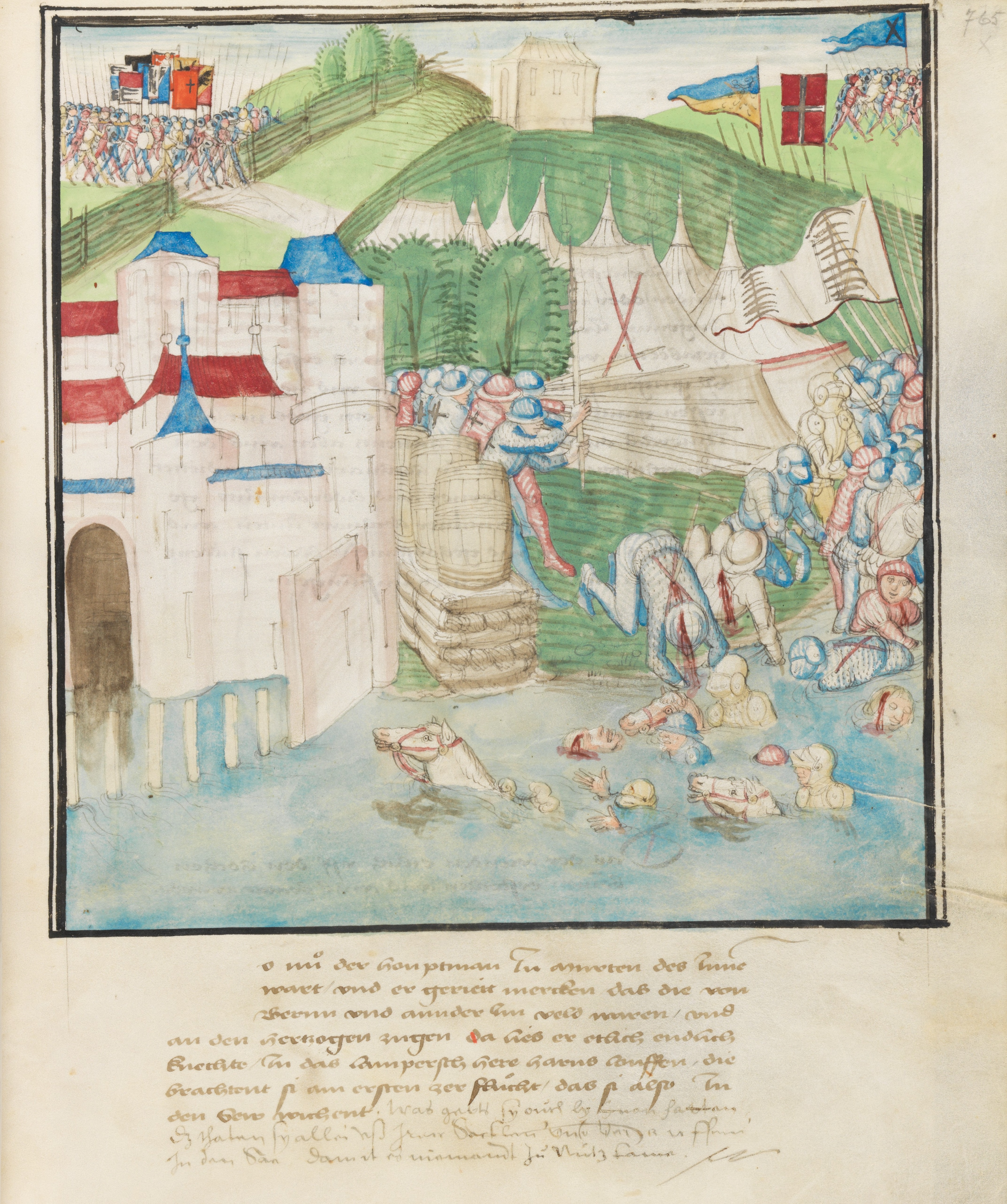
Bataille de Morat

- 1474 : les Suisses signent une paix perpétuelle avec Sigismond de Habsbourg[3].
- 1476 : bataille de Morat[3], les Suisses massacrent 12 000 soldats bourguignons cernés
- 1477 : bataille de Nancy[3] où les Suisses aident leurs alliés Lorrains contre le duc de Bourgogne qui y trouve la mort.
- 1499 : indépendance vis-à-vis du Saint-Empire romain germanique[2]
- 1516 : signature d'une paix perpétuelle avec le rois de France François 1er[3].
- 1525 : instauration de la Réforme à Zurich[2]
- 1529 : 1re Guerre de Kappel
- 1531 : 2e Guerre de Kappel[3]
- 1541 : instauration de la Réforme à Genève[2]

## Vers l'époque moderne
- 1648 : Traités de Westphalie[2]

## XVIIIesiècle
- 1798 : à la suite de l'invasion française, la Confédération est remplacée par la République helvétique[2].

## XIXesiècle

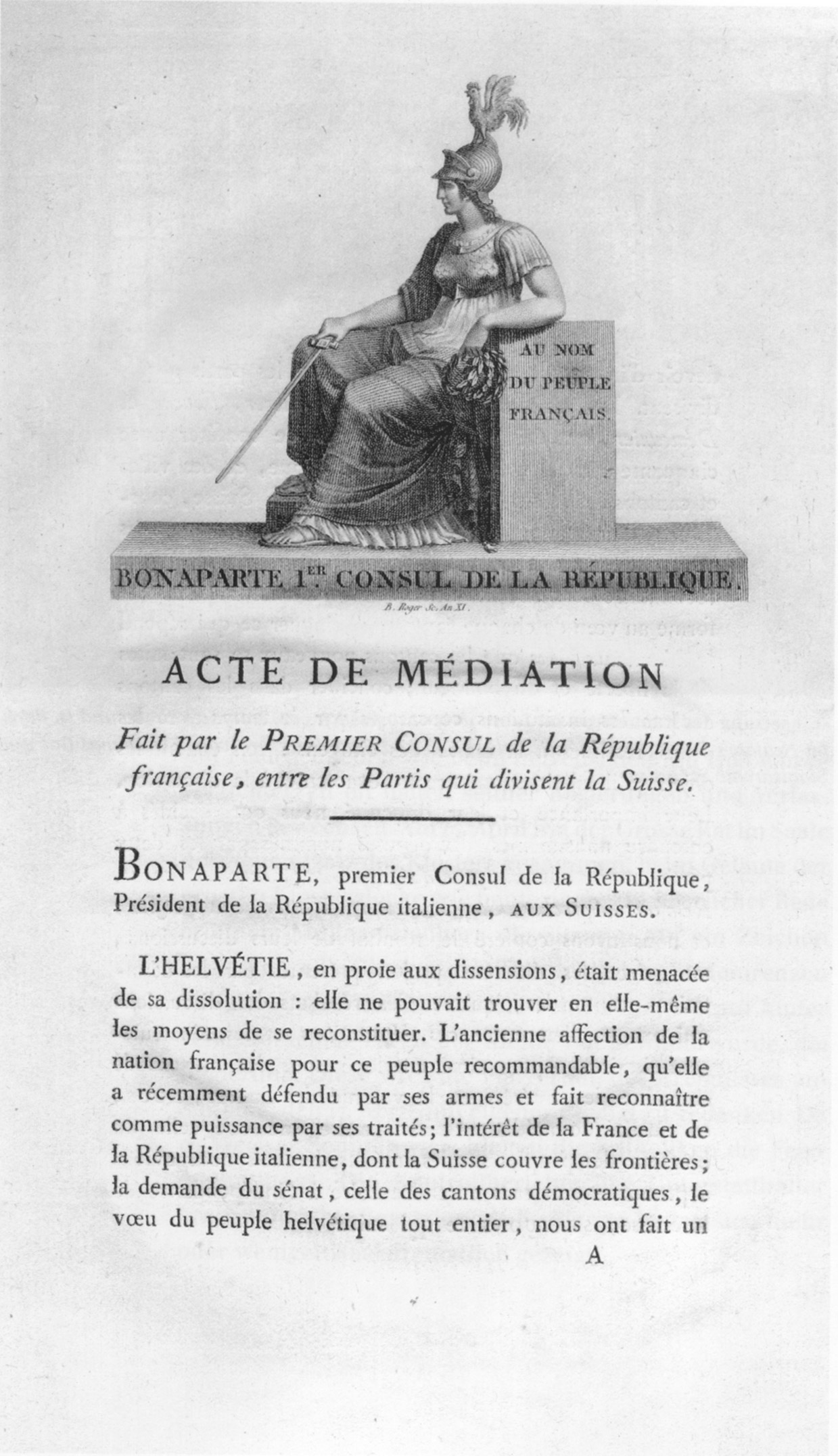
Acte de médiation.

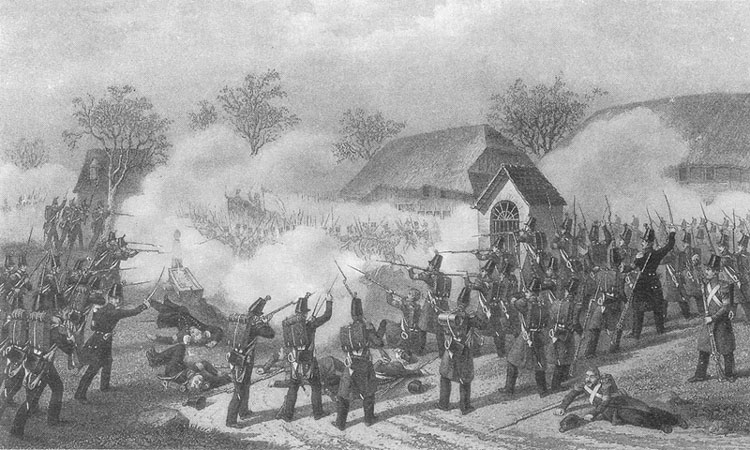
Guerre du Sonderbund. Le combat de Geltwil, le 12 novembre 1847.

- 1803 : Napoléon Ier impose l'Acte de Médiation[2]
- 1815 : période de la "Restauration". Les cantons prennent les compétences de l'ancienne confédération[2].
- 20 mai 1815 : la Neutralité perpétuelle de la Suisse est reconnue par les puissances européennes.
- 1830 : certains cantons se dotent de constitutions, c'est la "régénération"[2].
- 29 novembre 1847 : Guerre du Sonderbund. Victoire des troupes fédérales sur celles des 7 cantons catholiques[2].
- 12 septembre 1848 : la constitution de l'État fédéral de 1848.
- 1874 : introduction du droit de référendum[2].
- 1891 : droit d'initiative constitutionnelle[2]
- 1898 : la Confédération achète les Chemins de fer suisses[2]

## XXesiècle

Drapeau du canton du Jura.

- 1907 : création de la Banque nationale suisse[2].
- 1914-1918 : la Suisse est épargnée par la guerre, mais la dégradation des conditions de vie conduit à une grève générale en 1918[2].
- 1936 : dévaluation du franc suisse à la suite de la crise de 1929[2].
- 1937 :  convention collective dans les secteurs machine et métallurgie : la paix au travail[2].
- 1939-1945 : la Suisse reste en dehors du second conflit mondial[2].
- 1947 : création de l'AVS[2].
- 1948 : adhésion de la Suisse à l'OECE[2]
- 1959 : Formule magique : la répartition des sièges au conseil fédéral devient proportionnelle aux résultats électoraux des grands partis[2].
- 1971 : les femmes obtiennent le droit de vote au niveau fédéral[2].
- 1979 : création du canton du Jura[2].
- 1984 : affaire Kopp. Élisabeth Kopp, première femme au conseil fédéral doit démissionner pour avoir communiqué des informations confidentielles à son mari[2].
- 1992 : la Suisse refus l'entrée dans l'Espace économique européen[2].
- 1995-1998 : affaire des fonds en déshérence. UBS et Credit Suisse acceptent de verser 1,25 milliard de dollars aux victimes de l'holocauste nazie ou à leurs héritiers[2].
- 1999 : nouvelle constitution fédérale[2].

## XXIesiècle
- 11 septembre 2002 : le pays devient le 190e état membre de l'Organisation des Nations unies (Initiative populaire pour l'adhésion à l'ONU)[2].